# Martyisdead
#martyisdead je český webový seriálový thriller pro internetovou televizi MALL.TV. Vznikl ve spolupráci s CZ.NIC, natočila ho česká společnost Bionaut. Pojednává o kyberšikaně a byl inspirován skutečnými událostmi. První série byla zveřejněna 20. října 2019 na stránkách MALL.TV. Získal hlavní cenu festivalu Serial Killer, kde měl předpremiéru. V září 2020 byl #martyisdead jako historicky první český seriál nominován na mezinárodní cenu Emmy, v kategorii krátkometrážních seriálů; tuto cenu v listopadu vyhrál. V březnu 2021 získal seriál Českého lva 2020.

## Vysílání
Pilotní díl seriálu zveřejnila 20. října 2019 na svých stránkách internetová televize MALL.TV; zbylých sedm dílů vycházelo po jednom každou neděli až do 8. prosince. Popisují příběh žáka deváté třídy Martina, který se stává obětí kyberšikany.
Během přípravy pokračování seriál obdržel nominaci na cenu Emmy. Pokračování s názvem #annaismissing vzniklo opět v koprodukci MALL.TV a Bionautu. Původně mělo vyjít v květnu roku 2021, nakonec měla filmová verze premiéru v kinech až 10. srpna 2023.

## Obsazení
| Jakub Nemčok    | Martin „Marty“ Biederman, patnáctiletý žák základní školy |
| Jan Grundman    | Petr Biederman, Martyho otec                              |
| Petra Bučková   | Alena Biedermanová, Martyho matka                         |
| Sára Korbelová  | Kristýna, Martyho přítelkyně                              |
| Matěj Havelka   | Kryštof, Martyho kamarád                                  |
| Andrej Polák    | Martyho třídní učitel                                     |
| Jan Zadražil    | řidič dodávky                                             |
| Klára Miklasová | sekretářka                                                |
| Tomáš Bambušek  | kriminalista                                              |

## Ocenění
#martyisdead byl 24. září 2020 jako první český seriál v historii nominován na cenu Emmy, v kategorii krátkometrážních seriálů. Dne 23. listopadu cenu vyhrál; ve finále porazil tři seriály z Argentiny, Austrálie a Singapuru.
Seriál obdržel různá ocenění již dříve – předpremiéru měl v září 2019 na mezinárodním festivalu Serial Killer, z nějž si odnesl cenu za nejlepší webseriál střední a východní Evropy. Na texaském festivalu Austin Film zvítězil v listopadu 2020 v kategorii „nejlepší digitální seriál“ a na francouzském Marseille Web Fest obdržel ceny za nejlepší režii a nejlepší scénář.
V březnu 2021 získal seriál Českého lva 2020 v kategorii mimořádný počin v oblasti audiovize.